# Erdut
Erdut är en ort i Kroatien. Den ligger i länet Baranja, i den östra delen av landet, 240 km öster om huvudstaden Zagreb. Erdut ligger 153 meter över havet och antalet invånare är 969.
Terrängen runt Erdut är huvudsakligen platt. Erdut ligger uppe på en höjd. Runt Erdut är det ganska tätbefolkat, med 86 invånare per kvadratkilometer. Närmaste större samhälle är Dalj, 7,1 km sydväst om Erdut. Trakten runt Erdut består till största delen av jordbruksmark.